# بیل لسی
بیل لسی (انگلیسی: Bill Lacey; ۲۴ سپتامبر ۱۸۸۹ – ۳۰ مهٔ ۱۹۶۹) بازیکن فوتبال اهل جمهوری ایرلند بود.
از باشگاه‌هایی که در آن بازی کرده‌است می‌توان به باشگاه فوتبال لیورپول، و باشگاه فوتبال لینفیلد، باشگاه فوتبال اورتون، باشگاه فوتبال لیورپول، و تیم ملی فوتبال جمهوری ایرلند اشاره کرد.